# Ca l'Spa
Ca l'Spa és una obra barroca de Mataró (Maresme) protegida com a Bé Cultural d'Interès Local.

## Descripció
Casal de planta baixa i dues plantes pis. Destaca la composició de la façana amb un esgrafiat amb formes geomètriques que perfila les obertures dels balcons i finestres incorporant la cornisa.

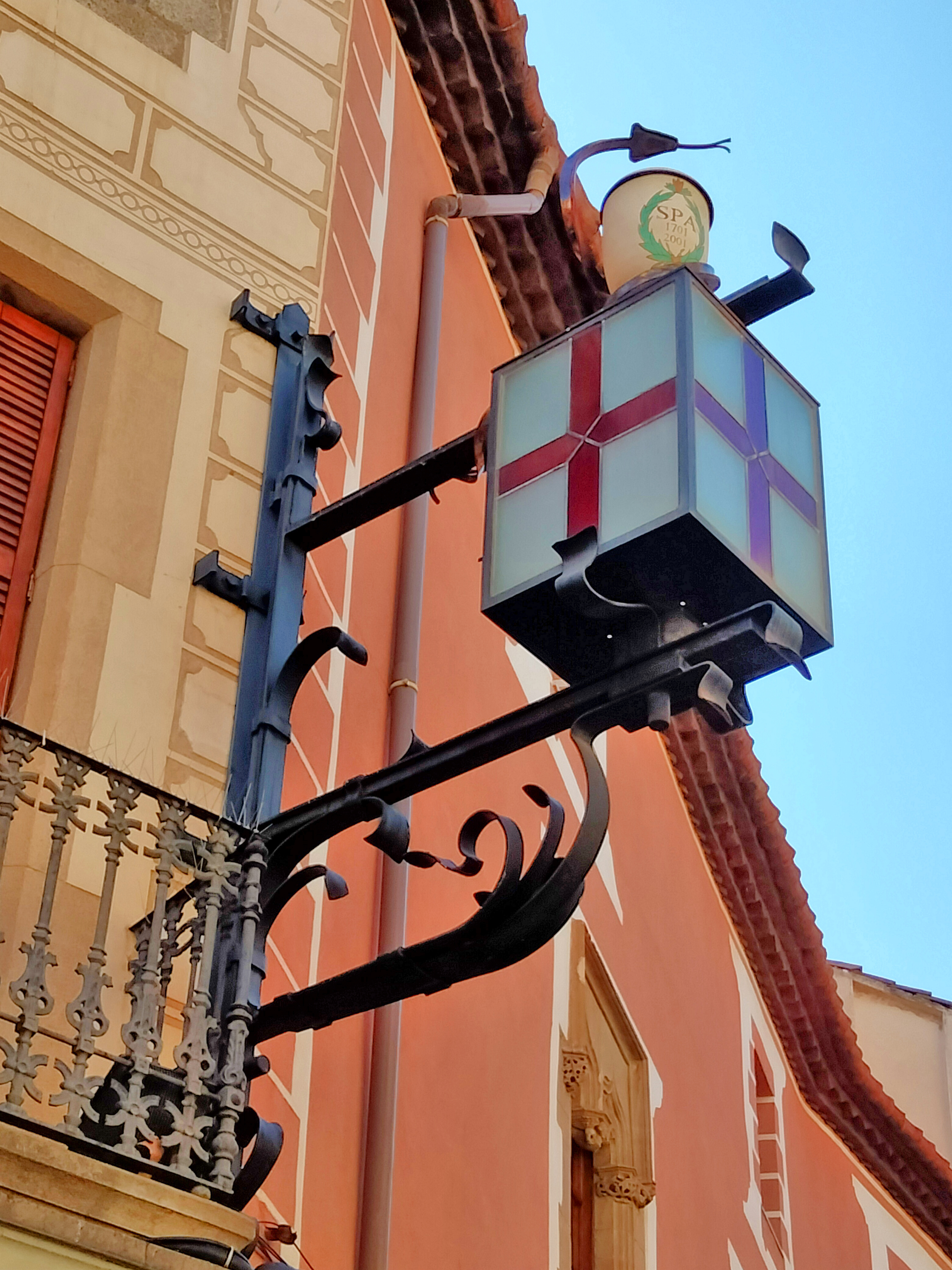
Senyal lluminós de la farmàcia

A la planta baixa se situa la farmàcia i la rebotiga. A la planta pis destaca el dormitori principal amb alcova de marc barroc i pintures del XIX. La distribució és dels segles xvii i xviii i el mobiliari de diferents èpoques: barroc, isabelí, alfonsí i modernista.

## Història
Els documents informen que des de mitjan segle xvii hi havia una farmàcia en aquest mateix lloc. La família Spà n'és titular en línia ininterrompuda des de l'any 1801.